# 綏西駅
綏西駅（すいせいえき）は、中華人民共和国黒竜江省牡丹江市東寧市にかつて存在した浜綏線の駅。

## 歴史
- 1899年 - 開業。
- 2015年12月28日 - 新線付け替えにより廃止。

## 隣の駅
中華人民共和国鉄道部
浜綏線
細鱗河駅 - 綏西駅 - 綏陽駅
座標: 北緯44度26分14秒 東経130度49分12秒 / 北緯44.437187度 東経130.820033度